# 李祝用
李祝用（1972年10月—），男，中共党员，高级经济师。曾任中国人保副总裁，现任中国人寿集团总裁。

## 生平
1994年7月毕业于安徽师范大学，获法学学士学位。1998年7月毕业于首都经济贸易大学，获法学硕士学位。2011年6月毕业于中国政法大学，获法学博士学位。
1998年硕士毕业后，进入中国人保工作，历任中国人保法律部制度条款处副处长、处长，人保财险董事会秘书局秘书处处长，中国人保法律部负责人、副总经理，中国人保法律与合规部、风险管理部/法律合规部、法律合规部总经理，中国人保法律总监等职务。2018年8月，出任中国人保副总裁。2020年4月，兼任中国人保董事会秘书；同年8月任中国人保执行董事。2021年12月，出任中诚信托董事长。2023年1月，辞去中国人保董事会秘书职务。
2025年2月，任中国人寿保险（集团）公司党委副书记。同年4月，出任中国人寿集团党委副书记、副董事长、总裁。

## 社会兼职
中国法学会保险法学研究会副会长，中国海商法协会第十五届理事会会长。